# Рона
Ро́на (фр. Rhône) — одна з найбільших річок Європи, протікає територією Швейцарії та Франції. Бере початок на Ронському льодовику в Лепонтинських Альпах на території кантону Вале. Має довжину 813 км, спочатку тече Альпійськими долинами у західному напрямі, впадає в Женевське озеро, продовжує течію на захід, поблизу Ліона повертає на південь та врешті-решт впадає в Середземне море. При впадінні у море утворює дельту з двома рукавами.

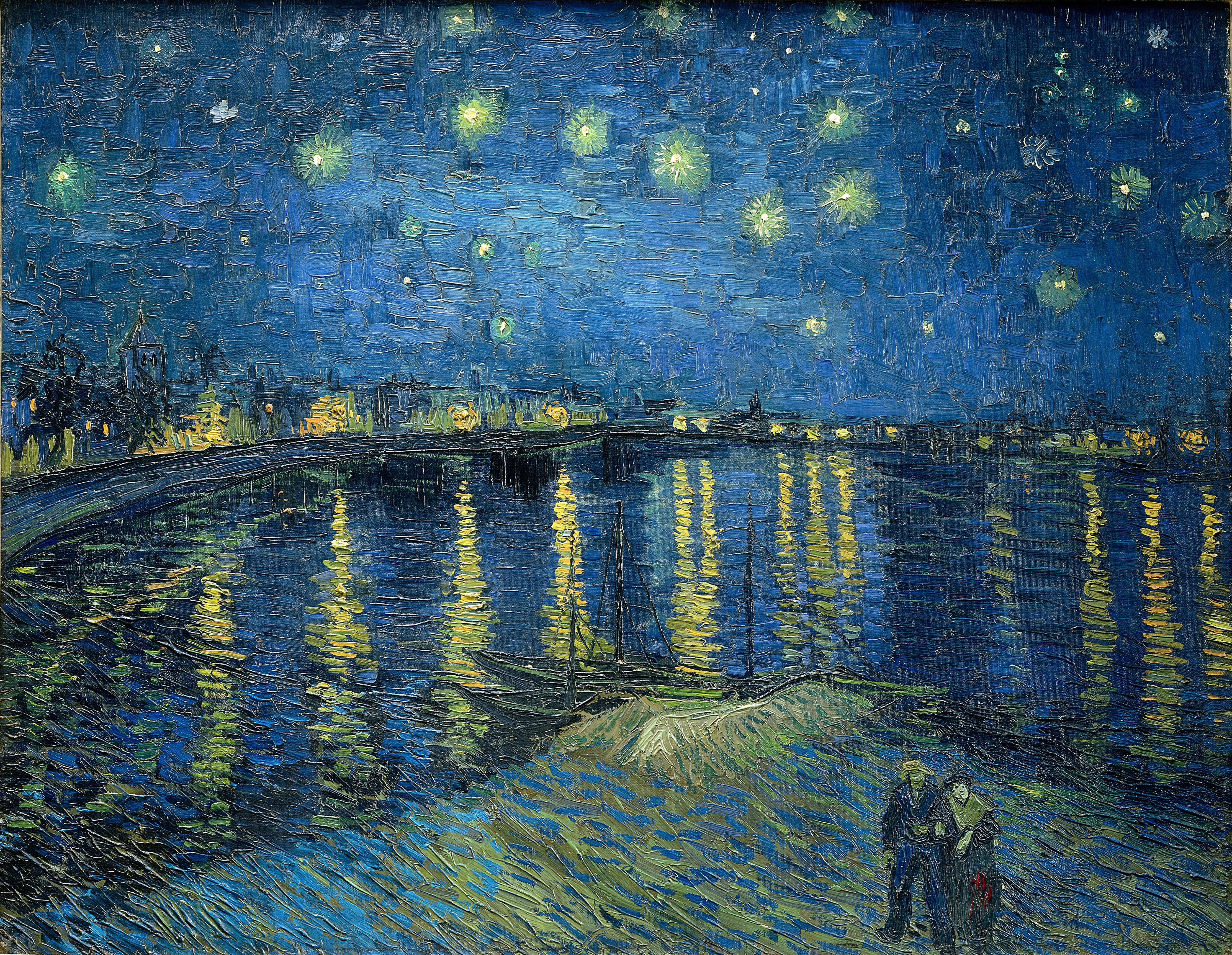
Зоряна ніч над Роною
Вінсент ван Гог, (1888)

Рона має незначне транспортне значення, лише в останні десятиріччя завдяки будівництву гребель відкрилося судноплавство на відрізку річки від Ліона до гирла, воднотранспортний потік залишається досить незначним. З'єднана каналами з Рейном (Канал Рона – Рейн), Мозелем, Маасом, Сеною та Луарою. На Роні побудований каскад ГЕС.
Найбільші міста на берегах Рони: швейцарські Сьйон та Женева, французькі Ліон, Валанс, Авіньйон та Арль.